# Hjalmar Wernstedt
Hjalmar Wernstedt, född 22 juni 1876 i Strängnäs, död 24 april 1953, var en svensk kammarherre och godsägare. 
Wernstedt, som var son till borgmästare Lage Wernstedt och Hanna Ringborg, blev underlöjtnant vid flottan 1997, löjtnant 1900, kapten 1906 och erhöll avsked 1911.Han blev godsägare på Näs säteri 1911 och kammarherre hos Drottning Victoria 1914. Han var ordförande i kommunalnämnden, -stämman och fattigvårdsstyrelsen i Östra Stenby landskommun 1914–1918, ledamot av taxeringsnämnden 1911, ordförande i Vikbolandets hushållningsgille 1922–1941, i styrelsen för Vikbolandets Kraft AB 1928–1934, Östra Östergötlands lantbruksklubb 1920–1935, i fiskerikommittén i Östergötlands län 1933 och ledamot i hushållningssällskapets förvaltningsutskott i Östergötlands län 1929–1941. Han var ordförande i förtroenderådet för Lantmännens mjölkförsäljningsbolags Norrköpingsavdelning 1932, ledamot av detta bolags förvaltningsråd 1939, ledamot av kommunalnämnden 1912, -fullmäktige 1938, av styrelsen för Östkinds häradsallmänning 1932, av styrelsen för Östergötlands fornminnes- och museiförening 1933. Han skrev artiklar i lantbruksfrågor.